# 엘리프 (드라마)
《엘리프》(튀르키예어: Elif)는 2014년 9월 15일부터 2016년 6월 3일까지 방영된 튀르키예의 텔레비전 드라마이다.